# La-Spezia-Rimini-Linie

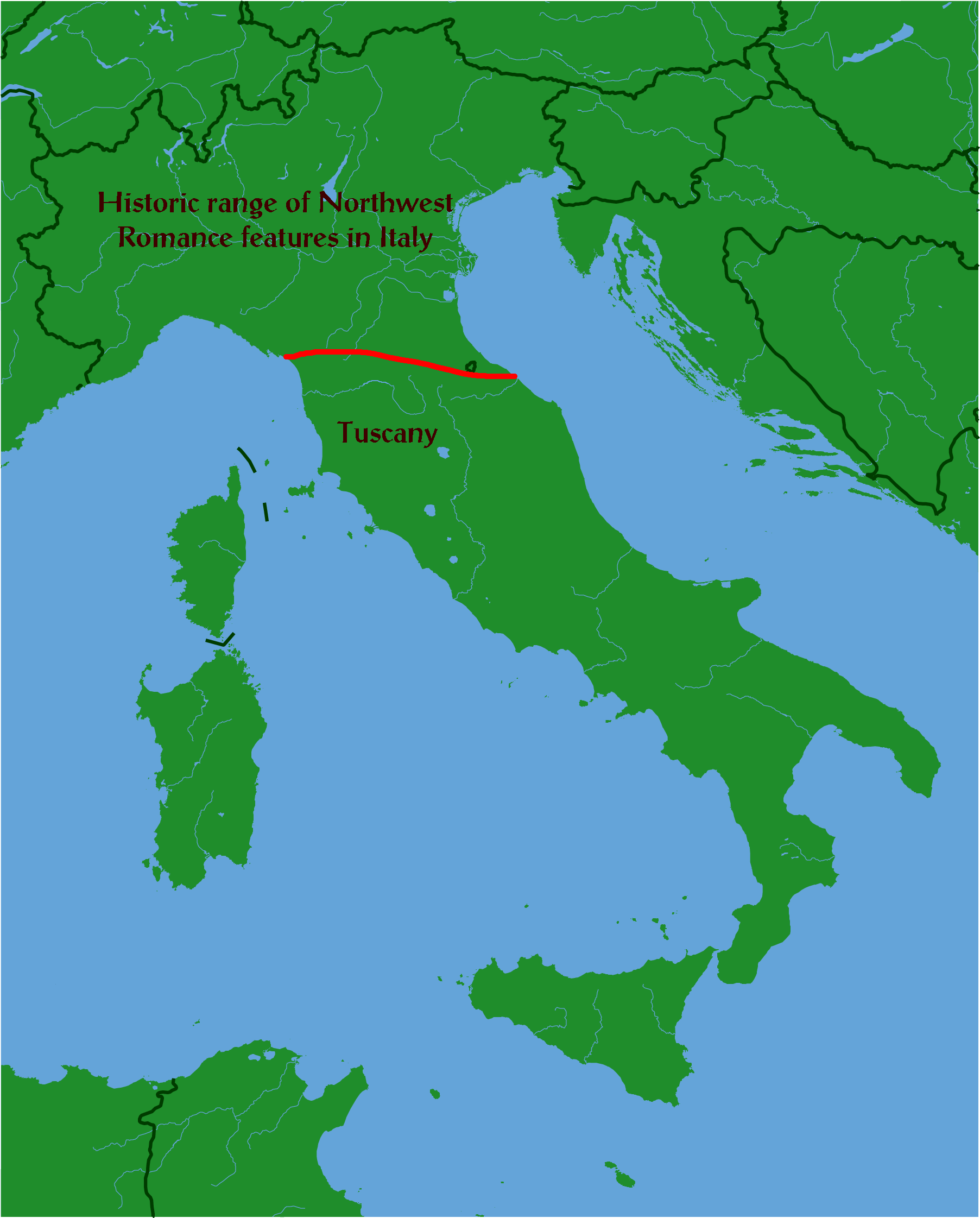
La-Spezia-Rimini-Linie

Die La-Spezia-Rimini-Linie (manchmal auch Massa-Senigallia-Linie genannt) bezeichnet in der romanistischen Sprachwissenschaft eine Linie von Isoglossen, die die romanischen Sprachen im Süden und Osten des romanischen Sprachraums von denjenigen im Norden und Westen unterscheidet.

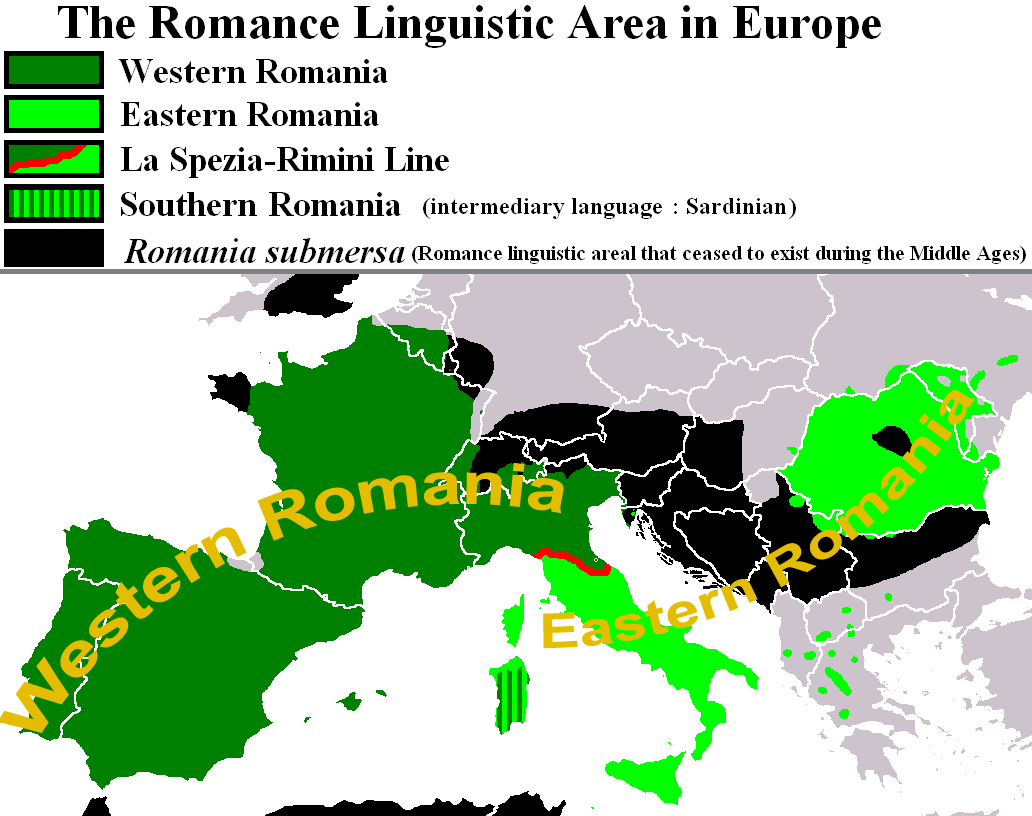
Unterteilung der Romania in die Gruppe der westromanischen und der ostromanischen Sprachen

Zu den Sprachen im Süden zählen Standard-Italienisch sowie Rumänisch (inklusive Aromunisch, Meglenorumänisch und Istrorumänisch), diejenigen im Westen umfassen unter anderem Spanisch, Katalanisch, Portugiesisch, Französisch, Okzitanisch, die rätoromanischen Sprachen, die galloitalischen Sprachen sowie Venetisch. Damit stellt die Linie auch eine Grenze zwischen den eigentlichen italienischen Dialekten (Ostromanisch, im Süden) und den davon verschiedenen norditalienischen Sprachformen (Westromanisch, im Norden) dar. Die sardische Sprache lässt sich weder klar in Ost noch in West einordnen, aufgrund ihrer teils sehr konservativen, teils sehr eigenständigen Züge; sie wird manchmal als „südromanisch“ eingestuft.
Die Linie verläuft durch Norditalien entlang der Nordgrenze der Italienischen Halbinsel beziehungsweise zwischen den Städten La Spezia, Pistoia und Rimini. Die meisten Sprachwissenschaftler sind heute der Meinung, dass die Linie effektiv etwa 40 Kilometer weiter südlich durch die Städte Massa (oder auch Carrara) und Senigallia verläuft und daher eigentlich Massa-Senigallia-Linie heißen sollte.

## Phonologische Unterschiede
Das wichtigste Merkmal der Linie ist die Sonorisierung bestimmter Konsonanten in intervokalischer Position, insbesondere /p/, /t/ /k/ des Lateinischen. Die Sonorisierung, Schwächung oder das Verstummen dieser Konsonanten ist charakteristisch für den westlichen Teil, also nördlich und westlich der Linie; die Beibehaltung für den östlichen Teil, also südlich und östlich der Linie. So wurde z. B. aus vulgärlateinischem focu(m) (das auslautende /m/ wurde schon im klassischen Latein nicht mehr ausgesprochen) fuoco im Italienischen und foc im Rumänischen, aber fogo/fog in den galloitalischen Sprachen und im Venetischen sowie fuego im Spanischen. Ausnahmen dieser Zuordnung bilden die gascognischen Dialekte in Südwestfrankreich und Aragonesisch in Nordspanien, die – obwohl im Gebiet der Westromania liegend – den ursprünglichen stimmlosen Konsonanten des Lateinischen zwischen Vokalen bewahren.
Was das Toskanische betrifft, so verläuft eine wichtige Isoglossa im Nordwesten der Toskana zwischen den Provinzen Lucca und Pistoia, auf der Ostseite der Valleriana: Im Westen (Garfagnana Valdilima und Valleriana) ist eine Sonorisierung von /c/ und /t/ (fatica > fadiga) festzustellen, während nach Osten hin das /c/ zunehmend aspiriert, das heißt als /h/ ausgesprochen und das /t/ stumm wird.

## Morphologische Unterschiede
Nördlich und westlich der Linie (mit Ausnahme der galloitalischen Varietäten Ligurisch, Piemontesisch, Lombardisch, Emilianisch und Romagnisch sowie Venetisch, wo diese Charakteristiken mutmaßlich auch einmal vorkamen, aber einschließlich der rätoromanischen Sprachen) wird der Plural der Substantive nach dem lateinischen Akkusativ gebildet und endet normalerweise unabhängig von Genus und Deklination auf -/s/. Südlich und östlich der Linie wurden die Pluralformen hingegen normalerweise aus dem lateinischen Nominativ gebildet und Substantive ändern die Schlussvokale, um den Plural zu bilden.
Man vergleiche die Pluralformen von urverwandten Substantiven in den Tochtersprachen des Lateinischen mit den lateinischen Vorformen:
|                           |         | Latein  | Ostromania   | Ostromania   | Sardisch | Westromania | Westromania   | Westromania | Westromania |
|                           |         |         | Italienisch  | Rumänisch    | Sardisch | Spanisch    | Portugiesisch | Katalanisch | Französisch |
| ------------------------- | ------- | ------- | ------------ | ------------ | -------- | ----------- | ------------- | ----------- | ----------- |
| 1. Deklination („Ziege“)  | Nom.Sg. | capra   | capra        | capră        | craba    | cabra       | cabra         | cabra       | chèvre      |
| 1. Deklination („Ziege“)  | Nom.Pl. | caprae  | capre        | capre        | †        | †           | †             | †           | †           |
| 1. Deklination („Ziege“)  | Akk.Pl. | caprās  | †            | †            | crabas   | cabras      | cabras        | cabres      | chèvres     |
| 2. Deklination („Wolf“)   | Nom.Sg. | lupus   | lupo         | lup          | lupu     | lobo        | lobo          | llop        | loup        |
| 2. Deklination („Wolf“)   | Nom.Pl. | lupī    | lupi         | lupi         | †        | †           | †             | †           | †           |
| 2. Deklination („Wolf“)   | Akk.Pl. | lupōs   | †            | †            | lupos    | lobos       | lobos         | llops       | loups       |
| 3. Deklination („Mensch“) | Nom.Sg. | homō    | uomo         | om           | òmine    | hombre      | homem         | home        | homme       |
| 3. Deklination („Mensch“) | Nom.Pl. | homines | † (→ uomini) | † (→ oameni) | òmines   | hombres     | homens        | homes       | hommes      |
| 3. Deklination („Mensch“) | Akk.Pl. | homines | † (→ uomini) | † (→ oameni) | òmines   | hombres     | homens        | homes       | hommes      |

In dieser Übersicht wird deutlich, dass für die 1. und 2. Deklinationsklasse der lateinische Nominativ Pluralis mit seinen vokalischen Endungen -ae und -ī nur in den ostromanischen Sprachen fortbesteht, der lateinische Akkusativ Pluralis mit seinen s-haltigen Endungen -ās und -ōs dagegen nur in den westromanischen Sprachen. Keine Tochtersprache des Lateinischen bewahrt dagegen beide Formen gleichzeitig.
In der 3. Deklination dagegen sind Nominativ und Akkusativ Pluralis bereits im Lateinischen formengleich auf -es; diese Formen werden im westromanischen s-Plural fortgeführt. Die ostromanischen Sprachen Italienisch und Rumänisch haben jedoch in dieser Deklination neue Pluralformen nach dem Muster der 2. Deklination (also mit Suffix -i) ausgebildet.